# Мавем, Микаэль
Микаэль Мавем (фр. Mickaël Mawem, также известен под сокращённым именем «Мика»; род. 3 августа 1990, Ним) — французский спортсмен, выступающий в спортивном скалолазании. Участник Олимпийских игр.

## Биография
Микаэль Мавем родился 3 августа 1990 года.
У него есть старший брат Басса Мавем, который также занимается спортивным скалолазанием. Его братья и сёстры часто называют себя «Mawem Brothers».
Первоначально Микаэль Мавем занимался гимнастикой, однако затем вместе с братом узнал о скалолазании. Микаэль и Басса стали заниматься этим видом, когда Микаэлю было 12 лет, в клубе Alpi360 в Виллидж-Неф в Верхнем Рейне.

## Карьера
Тренируется в Вуароне.
Его любимая дисциплина — боулдеринг, но тем не менее он преуспевает в трех видах, выступая в многоборье.
В 2017 году стал четвёртым на Всемирных играх во Вроцлаве в боулдеринге.
19 августа 2019 года он стал первым французский скалолазом, прошедший квалификацию на летние Олимпийские игры 2020 года перенесенные на лето 2021 года. На этих Играх спортивное скалолазание дебютировало в олимпийской программе. Также квоту от Франции получил его брат Басса. На чемпионате Европы в Закопане выиграл золото в боулдеринге.
Он был знаменосцем французской делегации на Всемирных пляжных играх 2019 года в Дохе.
На летних Олимпийских играх в Токио выиграл квалификацию, став третьим в лазании на скорость (5,95 с), первым в боулдеринге (3 топа и 4 зоны) и одиннадцатым в лазании на трудность, преодолев 28 зацепов. В финале в лазании на скорость занял третье место, уступив в полуфинале Томоа Нарасаки и победив в забеге за 3 место Адама Ондра. В боулдеринге покорил один топ и достиг трёх зон, затратив одну и три попытки на эти достижения, соответственно, и занял второе место в дисциплине. В лазании на трудность занял лишь седьмое место и потерял шансы на медаль, завершив выступления на пятом месте с произведением мест 42.

## Достижения
2019: 1-е место в боулдеринге на чемпионате Европы в Закопане (Польша)
2019: 7-е место в многоборье на чемпионате мира
2018: 15-е место в боулдеринге на Кубке мира
2018: 7-е место в многоборье на чемпионате мира
2018 1-е место в многоборье на чемпионате Франции
2016: 4-е место в боулдеринге на чемпионате мира в Берси